# Блажчук Трохим Петрович
Трохи́м Петрович Блажчук (Огневик) (*14 (27) квітня 1904, с. Дзвониха, Вінницька область — †1940, Вінниця) — український селянсько-пролетарський поет, журналіст.

## Біографія

Блажчук Трохим Петрович (Огневик), 20-ті роки ХХ ст.

Трохим Петрович Блажчук (літературний псевдонім — Огневик) народився 14 (27) квітня 1904 р. в селі Дзвониха (тепер Тиврівського Вінницької області) у селянській родині. Батьки — Петро Іванович та Оксана Андріївна — працювали на землях місцевого поміщика Ярошинського. Вчився у сільській церковно-приходській школі, продовжував навчання у Тиврівському духовному училищі. З 1922 р. — у Вінниці на Вищих трирічних педагогічних курсах ім. І. Франка, де захоплюється літературою та історією. У 1923 р. переводиться до Кам'янець-Подільського інституту народної освіти. З 1924 р. починає навчатися в Одеському інституті народної освіти, який закінчує у 1926 р. і повертається до Тиврова вчителювати і займатися літературною діяльністю.
З березня до жовтня 1924 р. був засновником і секретарем Вінницької філії Всеукраїнської спілки селянських письменників «Плуг». Двічі, у 1924 і 1926 роках, брав участь у І та ІІІ з'їздах Спілки селянських письменників. У 1935–1937 рр. працював вчителем української мови в школах Тиврова та Сутисок, з 1937 р. у Вінниці — завуч у школі, згодом — інспектор Вінницького міського відділу народної освіти.
Помер 10 вересня 1940 р. від туберкульозу, на який захворів після переохолодження внаслідок інциденту з падінням трамвая у Вінниці з моста у Південний Буг восени 1939 р.

## Літературна діяльність
Активну літературну і журналістську діяльність розпочав у 1922 р. Писав ліричні поезії, байки, гуморески, фейлетони, переклади, статті. Був дописувачем одразу кількох пролетарських газет — «Червоне село», «Молодий незаможник», «Червоний край», «Молоде село», а також тиврівської районної газети «Ударник соцбудівництва» (теперішня назва — «Маяк»), заснованої у березні 1932 р. Доробки Блажчука також друкувалися в альманасі «Плуг», журналі «Червоні квіти», колективній збірці «Жовтневі квіти» (1926 р.), у шкільній українській читанці для 5 — 6 класів (1925 р.). Підготував до друку збірку власних поезій.
Провідна тема творчості — соціальні перетворення в Україні, участь молоді в них. Його вірші сповнені захвату «новим життям», їм притаманна типово «плужанська» піднесеність, закличність, широке використання маршових і пісенних ритмів, нової радянської лексики.

## Твори
- Поезії Трохима Огневика. // Україна. — 1964. — № 27.
- Червоні квіти. Вірші та оповідання. — К.: Молодь, 1972. — С. 143.